# John Woof

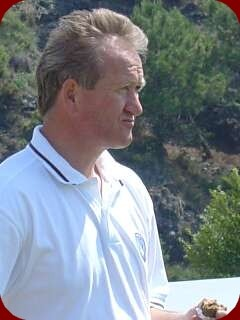
John Woof

John Woof (20 april 1957) is een Engelse golfprofessional die sinds 1980 in Nederland werkt.

## Clubpro
Nadat Woof in Denemarken en Ierland had gewerkt, kwam hij in 1980 naar Nederland. Zijn eerste baan als golfleraar was bij Golfclub Kleiburg. Hij werkte later onder meer op de Hilversumsche Golf Club, waar hij de jeugdtraining opzette. Daarna ging hij naar de Koninklijke Haagsche Golf & Country Club. In september 2010 werd hij golfleraar op Golfvereniging Leeuwenbergh. Eind 2013 vertrok hij naar het Seve Golfcenter in Rotterdam.
In 2000 richtte hij de John Woof Golf Academy op.

## Golfer
Sinds zijn komst naar Nederland had Woof al vijf nationale toernooien gewonnen voordat hij in 1986 Golfer van het Jaar werd. In dat jaar had hij op het KLM Open de cut gehaald en was hij op de 42ste plaats geëindigd.
Hij speelde drie toernooien op de Challenge Tour en drie op de Europese Senior Tour. Bij vier van de zes toernooien haalde hij de cut.

### Gewonnen
- Nedcar Open: 1982, 1993
- International Broekpolder Golf Tournament, 1985, 1990
- Twente Cup: 1985, 1991
- PGA Kampioenschap (Nederland): 1981, 1985

## Adviseur
Nadat "Golf Centrum Rotterdam" (nu Golfcenter Seve) in 2013 door Robin Bravenboer was overgenomen, werd Woof aangetrokken als adviseur voor de geplande uitbreidingen. Begin 2016 stapte Woof over naar Golfcentrum Amsteldijk als 'director of golf'.

## TV commentator
Woof is golf-commentator bij Ziggo Sport Golf, samen met Daan Slooter en Inder van Weerelt.